# Edoardo Camurri
Edoardo Camurri (Torino, 7 settembre 1974) è uno scrittore, giornalista, conduttore televisivo e conduttore radiofonico italiano.

## Biografia
Laureatosi in filosofia teoretica con Gianni Vattimo, discutendo una tesi sul dibattito tra Alexandre Kojève e Leo Strauss, Camurri iniziò a scrivere per il Foglio, Vanity Fair e il supplemento domenicale del Sole 24 Ore. Ha condotto su Radio 3 trasmissioni come Tabloid, Radio 3 Mondo, Prima Pagina, dal 2010, Pagina 3 e dal 2017 Tutta l'umanità ne parla con Pietro Del Soldà.
In televisione ha condotto Omnibus Estate e Omnibus Weekend su LA7 nella stagione 2005-2006. Da autore televisivo ha firmato diversi programmi tra cui Le vite degli altri, Istantanea e La Gaia Scienza, andate in onda sempre su LA7. Dal giugno 2012 ha fatto parte del gruppo autoriale del programma Emozioni in onda su Rai 2. Dal 29 aprile al 25 novembre 2011 ha condotto su Rai 3 Mi manda Raitre. Dal settembre 2013 al 2014 ha condotto Viaggio nell'Italia che cambia e dal dicembre 2014 a gennaio 2015 il talent show PiTeco su Rai Storia.
A partire dal Giro d'Italia 2015 e fino al Giro d'Italia 2019, ogni anno va in onda la rubrica Viaggio nell'Italia del Giro prodotta da Rai Cultura in cui mostra i luoghi più famosi e storicamente rilevanti toccati dal percorso della corsa rosa.
Da novembre 2015 a gennaio 2018 ha condotto il programma I grandi della letteratura italiana in onda su Rai 5 tutti i lunedì sera. Il 31 agosto 2016 torna su Rai 3 in access prime time per condurre Roar, programma dedicato interamente alla Mostra del Cinema di Venezia. Da novembre dello stesso anno conduce il programma Provincia Capitale, prodotto da Rai Cultura. Nel 2019, su Rai 5, ha condotto Punto di Svolta, trasmissione dedicata a quattro grandi nomi della letteratura mondiale (James Joyce, Franz Kafka, Marcel Proust, Agatha Christie). Nel 2020, di nuovo su Rai 5, conduce la seconda stagione di Punto di svolta, un nuovo ciclo di sei puntate dedicate ad altrettanti scrittori del Novecento europeo (Thomas Mann, Marguerite Yourcenar, Fernando Pessoa, Louis-Ferdinand Céline, Robert Musil e Georges Simenon).
Dal 27 aprile 2020 conduce, per un totale di 43 puntate in onda su Rai 3, il programma #maestri firmato da Rai Cultura in collaborazione con il MIUR che rientra nell'offerta didattica multimediale de La scuola non si ferma, nel quale intervengono vari ospiti, divulgatori e docenti di differenti discipline come scienza, storia e letteratura.
L'8 e 9 aprile 2022 partecipa come relatore al convegno dal titolo "Scienza e conoscenza" organizzato  dal Grande Oriente d'Italia al Palacongressi di Rimini.
Dal 31 ottobre 2022 al 15 gennaio 2024 conduce su Rai 3 il programma Alla scoperta del ramo d'oro, dove si indagano le radici del genere umano per ricercare nel passato gli strumenti culturali per affrontare il nostro presente e riappropriarsi del suo senso tra filosofia, letteratura, arte, antropologia.

## Televisione
- Omnibus Estate (LA7, 2005-2006)
- Mi manda Raitre (Rai 3, 2011)
- Viaggio nell'Italia che cambia (Rai Storia, 2013-2014)
- I grandi della letteratura italiana (Rai 5, 2015-2018)
- Viaggio nell'Italia del Giro (Rai 2, 2015-2019)
- Provincia Capitale (Rai 3, 2016-2019)
- Punto di Svolta (Rai 5, dal 2019)
- #Maestri (Rai 3, 2020-2022)
- I mondi di ieri (Rai Storia, dal 2022)
- Alla scoperta del ramo d'oro (Rai 3, 2022-2024)
- Grandi della tv (Rai storia, dal 2024)

## Opere
- L'Italia dei miei stivali, Milano, Rizzoli, 2007. ISBN 9788817017114.
- Necessità della sprezzatura, in Juan Rodolfo Wilcock, Il reato di scrivere, Milano, Adelphi, 2009. ISBN 9788845924279
- Rendersi unici. Psichedelia e visione[14], in Aldous Huxley, Moksha, Milano, Mondadori, 2018. ISBN 9788804688525
- Gnosticismo acido, in La scommessa psichedelica, Quodlibet, Macerata, 2020. ISBN 9788822904881.
- Introduzione alla realtà, Timeo, 2024. ISBN 9791281227323.